# Gongjiubu
Gongjiubu (kinesiska: 贡久布, 贡久布乡) är en socken i Kina. Den ligger i den autonoma regionen Tibet, i den sydvästra delen av landet, omkring 410 kilometer väster om regionhuvudstaden Lhasa. Antalet invånare är 1 147. Befolkningen består av 567 kvinnor och 580 män. Barn under 15 år utgör 30 %, vuxna 15-64 år 64 %, och äldre över 65 år 4,0 %.
Genomsnittlig årsnederbörd är 536 millimeter. Den regnigaste månaden är juli, med i genomsnitt 163 mm nederbörd, och den torraste är december, med 9 mm nederbörd.